# Amagney
Amagney település Franciaországban, Doubs megyében. Lakosainak száma 937 fő (2022. január 1.). Amagney Châtillon-Guyotte, Novillars, Pouligney-Lusans, Roche-lez-Beaupré, Thise, Vaire és Marchaux-Chaudefontaine községekkel határos.

## Népesség
A település népességének változása:
| Lakosok száma | 422  | 656  | 664  | 714  | 743  | 759  | 856  | 929  | 936  | 937  |
|               | 1968 | 1982 | 1990 | 2006 | 2013 | 2015 | 2017 | 2019 | 2020 | 2022 |